# ミニーのスタイルスタジオ
- ディズニーパーク > 東京ディズニーリゾート > 東京ディズニーランド
  - トゥーンタウン > ミニーのスタイルスタジオ
  - 東京ディズニーランドのグリーティングの一覧 > ミニーのスタイルスタジオ

ミニーのスタイルスタジオは東京ディズニーランド（東京ディズニーリゾート）にオープンした3つ目の常設グリーティング施設。

## 概要
| ミニーのスタイルスタジオ | ミニーのスタイルスタジオ | ミニーのスタイルスタジオ | ミニーのスタイルスタジオ |
| ------------------------ | ------------------------ | ------------------------ | ------------------------ |
| オープン日               | オープン日               | 2020年9月28日            | 2020年9月28日            |
| スポンサー               | スポンサー               | 講談社                   | 講談社                   |
| 利用制限                 |                          | なし                     | なし                     |
| ファストパス             |                          |                          |                          |
| シングルライダー         | シングルライダー         |                          | 対象外                   |

東京ディズニーランドの新ファンタジーランドの開発の一環でオープンしたトゥーンタウンのグリーティング施設。当初は2020年4月15日オープン予定であり、期間限定でディズニー・ファストパスの対応を予定していた。
衣装のデザインや制作、撮影を行うミニーマウスのスタジオとなっている。建物はロビー、オフィスルーム、ワークルーム、アクセサリールーム、フォトスタジオとなっており、最後のフォトスタジオでミニーマウスと会うことができる。
グリーティングができるミニーマウスのコスチュームは背景季節によって変わる。
| 季節 | コスチュームの主な色 | 背景                           |
| ---- | -------------------- | ------------------------------ |
| 春   | ピンク色             | オランダのチューリップ畑       |
| 夏   | 白地に赤の水玉       | ハワイのビーチ                 |
| 秋   | 紫と茶色             | パリのエッフェル塔             |
| 冬   | 青と白               | ニューヨークのセントラルパーク |

フォトグラフィープロジェクト「イマジニング・ザ・マジック」では、写真家の蜷川実花とコラボレーション。ミニーマウスが身を包む春・夏のファッションをテーマに撮り下ろし、ミニーマウスがファッション雑誌の表紙を飾ってるようなデザインなどグッズを24種類販売。

## エントリー受付
オープンからエントリー受付対象となっている。